# Макіра-Улава
Макіра-Улава (англ. Makira-Ulawa) — одна з провінцій (одиниця адміністративно-територіального поділу) Соломонових Островів. Включає в себе острів Макіра і навколишні дрібні острівці (Улава, Укі-Ні-Масі, Овараха, Оварікі). Площа 3188 км², населення 40 419 осіб (2009). Адміністративний центр — Кіракіра.